# Tuczna Baba (gromada)
Tuczna Baba (od lat 1960. Tucznawa) – dawna gromada, czyli najmniejsza jednostka podziału terytorialnego Polskiej Rzeczypospolitej Ludowej w latach 1954–1972.
Gromady, z gromadzkimi radami narodowymi (GRN) jako organami władzy najniższego stopnia na wsi, funkcjonowały od reformy reorganizującej administrację wiejską przeprowadzonej jesienią 1954 do momentu ich zniesienia z dniem 1 stycznia 1973, tym samym wypierając organizację gminną w latach 1954–1972.
Gromadę Tuczna Baba z siedzibą GRN w Tucznej Babie (w obecnym brzmieniu Tucznawa) utworzono – jako jedną z 8759 gromad na obszarze Polski – w powiecie będzińskim w woj. stalinogrodzkim, na mocy uchwały nr 14/54 WRN w Stalinogrodzie z dnia 5 października 1954. W skład jednostki wszedł obszar dotychczasowej gromady Sikorka ze zniesionej gminy Ząbkowice oraz obszar dotychczasowej gromady Tuczna Baba ze zniesionej gminy Łosień w tymże powiecie, a także oddziały leśne nr nr 45-54 z Nadleśnictwa Gołonóg. Dla gromady ustalono 13 członków gromadzkiej rady narodowej.
20 grudnia 1956 województwo stalinogrodzkie przemianowano (z powrotem) na katowickie.
Od lat 1960. jednostka funkcjonuje pod nazwą gromada Tucznawa.
1 stycznia 1967 do gromady Tucznawa włączono wieś i kolonię Bugaj oraz część terenów wsi Trzebyczka o powierzchni 227,45 ha (stanowiących lasy państwowe i łąki) z gromady Chruszczobród w powiecie zawierciańskim w tymże województwie.
Gromada przetrwała do końca 1972 roku, czyli do kolejnej reformy gminnej.